# Leonel Contreras
Leonel Rodrigo Contreras Zúñiga (30 de agosto de 1961) es un exfutbolista chileno que jugó en Everton, La Serena y Universidad Católica.

## Biografía
Jugó la mayor parte de su carrera en Everton, en donde obtuvo la Copa Chile 1984.  Entre 1989 y 1990,  jugó en Deportes La Serena, para en 1991 llegar a Universidad Católica. Con el equipo cruzado ganó la Copa Chile 1991 y a nivel internacional fue subcampeón de Copa Libertadores 1993. Contreras jugó en ambas finales contra Sao Paulo, las cuales arrojaron un saldo de 5:3 a favor de los brasileños en el marcador global.
En 1994 regresó a Everton, en donde se retiró a fines de la temporada siguiente, consumado el descenso a la Primera B en 1995.

## Selección nacional
Contreras participó en la selección de fútbol de Chile que disputó los Juegos Olímpicos de 1984. Además fue nominado para Copa América 1989 y participó en la derrota 3-0 frente a Uruguay.

### Participaciones en Copa América
| Copa              | Sede   | Resultado      | Partidos | Goles |
| ----------------- | ------ | -------------- | -------- | ----- |
| Copa América 1989 | Brasil | Fase de grupos | 2        | 0     |

### Participaciones en Eliminatorias Sudámericanas
| Eliminatorias                    | Equipo | Resultado     |
| -------------------------------- | ------ | ------------- |
| Eliminatorias Sudamericanas 1990 | Chile  | Descalificado |

### Participaciones en Juegos Olímpicos
| Olimpiadas            | Sede           | Resultado        | PJ |
| --------------------- | -------------- | ---------------- | -- |
| Juegos Olímpicos 1984 | Estados Unidos | Cuartos de final | 4  |

## Clubes
| Club                 | País  | Año       |
| -------------------- | ----- | --------- |
| Everton              | Chile | 1982-1989 |
| La Serena            | Chile | 1989-1990 |
| Universidad Católica | Chile | 1991-1993 |
| Everton              | Chile | 1994-1995 |

## Palmarés

### Campeonatos nacionales
| Título     | Club                 | País  | Año  |
| ---------- | -------------------- | ----- | ---- |
| Copa Chile | Everton              | Chile | 1984 |
| Copa Chile | Universidad Católica | Chile | 1991 |